# Sky Wizards Academy
Sky Wizards Academy (空戦魔導士候補生の教官, Kūsen madōshi kōhosei no kyōkan) est une série de light novels écrite par Yū Moroboshi et dessinée par Mikihiro Amami. Elle est publiée depuis juillet 2013 par Fujimi Shobo et sept tomes sont commercialisés en juillet 2015.
Une adaptation en manga dessinée par Arisu Shidō est publiée depuis juillet 2014 dans le magazine Monthly Comic Alive, et compilé en volumes reliés par Media Factory. Une adaptation en anime par le studio Diomedéa est diffusée entre juillet et septembre 2015 sur Tokyo MX au Japon et en simulcast sur Anime Digital Network dans les pays francophones.

## Synopsis
Chassés de leurs terres par des monstres à l'apparence d'insectes géants, les humains ont bâti des cités dans les airs. Pour éradiquer la menace, des mages ont été envoyés à l'assaut. Parmi eux, Kanata Age, autrefois valeureux guerrier connu sous le nom de "Chronos", considéré aujourd'hui comme le traître de son unité spéciale. Un jour, il est envoyé comme instructeur au sein de l'équipe E601, considérée comme l'équipe la plus mauvaise de l académie. Composée de trois étranges filles, Misora Whitale, Lecty Eisenach, et Rico Flamel

## Personnages
Kanata Age (カナタ・エイジ, Kanata Eiji)
Voix japonaise : Yoshitsugu Matsuoka
Personnage principal, intelligent, il prévoit les choses à l'avance. Il oublie cependant d'en parler aux autres. Il est surnommé "le Traitre" par la plupart des autres élèves. Il faisait partie de l'équipe spéciale S-128. Il devient l'instructeur de l'équipe E-601. 
Misora Whitale (ミソラ・ホイットテール, Misora Hoittotēru)
Voix japonaise : Nozomi Yamamoto
Fille d'une ancienne Sky Wizard, elle veut ressembler à sa mère afin de ne pas l'oublier. Elle fait partie de l'équipe E-601. 
Lecty Eisenach (レクティ・アイゼナッハ, Rekuti Aizenahha)
Voix japonaise : Nao Tōyama
Très timide, elle n'ose pas regarder les gens en face. Elle fait partie de l'équipe E-601.
Rico Flamel (リコ・フラメル, Riko Furameru)
Voix japonaise : Iori Nomizu
Elle dit être une déesse et aime s'admirer. Elle fait partie de l'équipe E-601. 
yuri Frostor (ユーリ・フロストル, Yūri Furosutoru)
Voix japonaise : Risa Taneda
Elle fait partie de l'équipe spéciale S-128. 
Chloe Zeveni (クロエ・セヴェニー, Kuroe Sevenī)
Voix japonaise : Yuki Yamada
Elle fait partie de l'équipe spéciale S-128. Elle s'entend bien avec Kanata.
Lloyd Allwin (ロイド・オールウィン, Roido Ōruwin)
Voix japonaise : Tetsuya Kakihara
Il fait partie de l'équipe spéciale S-128. Il s'entend bien avec Kanata. 
Flonne Flamel (フロン・フラメル, Furon Furameru)
Voix japonaise : Saeko Zōgō
C'est la présidente du conseil étudiant et la grande sœur de Rico. Elle veut dissoudre l'équipe E-601. Malgré le fait qu'elle semble loin de sa sœur, elle l'aime bien en réalité.

## Light novel
La série de light novels est écrite par Yū Moroboshi et comporte des illustrations de Mikihiro Amami. Le premier tome est publié par Fujimi Shobo le 20 juillet 2013, et quatorze tomes sont commercialisés au 20 juillet 2017.

## Manga
L'adaptation en manga, dessinée par Arisu Shidō, est prépubliée à partir du 26 juillet 2014 dans le magazine Monthly Comic Alive. Le premier volume relié est publié par Media Factory le 22 novembre 2014, et quatre tomes sont commercialisés au 22 octobre 2016.

## Anime
L'adaptation en anime est annoncée en juillet 2014. La série est réalisée au sein du studio Diomedéa par Takayuki Inagaki, sur un scénario de Hiroshi Yamaguchi. Elle est diffusée initialement à partir du 8 juillet 2015 sur Tokyo MX au Japon et en simulcast sur Anime Digital Network dans les pays francophones. Un treizième épisode est commercialisé en mars 2016 avec le neuvième tome de la série de light novels.

### Liste des épisodes
| No | Titre en français             | Titre original                                         | Date de 1re diffusion |
| -- | ----------------------------- | ------------------------------------------------------ | --------------------- |
| 1  | Escouade E601                 | E601小隊 E601 shōtai                                   | 8 juillet 2015        |
| 2  | Le plus fort des traîtres     | 最強の裏切り者 Saikyō no uragirimono                   | 15 juillet 2015       |
| 3  | Le potentiel du plus faible   | 最弱がもたらす可能性 Saijaku ga motarasu kanōsei       | 22 juillet 2015       |
| 4  | Un passé inoubliable          | 忘れざる過去 Wasurezaru kako                           | 29 juillet 2015       |
| 5  | La clé de la victoire         | 勝利の鍵は Shōri no kagi wa                            | 5 août 2015           |
| 6  | Le ciel dépossédé             | 奪われし空 Ubawa reshi sora                            | 12 août 2015          |
| 7  | Le tournoi de Mistgun         | ミストガン・トーナメント Misutogan tōnamento           | 19 août 2015          |
| 8  | Au-delà des rangs             | ランクを超えて Ranku o koete                           | 26 août 2015          |
| 9  | L'équation de la victoire     | 必勝の方程式 Hisshō no hōteishiki                      | 2 septembre 2015      |
| 10 | Une chance infime             | ゼロが生み出す可能性 Zero ga umidasu kanōsei           | 9 septembre 2015      |
| 11 | La finale, et puis...         | 決勝戦、そして… Kesshōsen, soshite…                    | 16 septembre 2015     |
| 12 | L'instructeur des Sky Wizards | 空戦魔導士候補生の教官 Kūsen madōshi kōhosei no kyōkan | 23 septembre 2015     |

### Musique
Générique de début
D.O.B de Iori Nomizu
Générique de fin
Hallelujah (ハレルヤ) de la la larks